# Struthanthus hunnewellii
Struthanthus hunnewellii är en tvåhjärtbladig växtart som beskrevs av Ivan Murray Johnston. Struthanthus hunnewellii ingår i släktet Struthanthus och familjen Loranthaceae. Inga underarter finns listade i Catalogue of Life.